# Minka Skaberne
Minka Skaberne, slovenska učiteljica in profesorica, ustanoviteljica ustanov za slepe, * 1882, Kranj, † 1965, Ljubljana.

## Življenje in delo
Minka Skaberne je po končani ljudski in meščanski šoli leta 1901 končala učiteljišče. Službovala je po raznih šolah. Po opravljenem izpitu za meščansko učiteljico je poučevala na dekliški vadnici. Na Dunaju je leta 1911 pridobila teoretično znanje za pouk slepih. Nadaljnje izobraževanje na graškem zavodu za slepe ji je omogočilo društvo Dobrodelnost. Bila je članica  Slovenskega odbora za invalide in je leta 1918 sodelovala pri ustanovitvi prvega zavoda za slepe v Ljubljani. Kot članica Kuratorija za slepe je skrbela za knjižnico in ji postavila osnovne temelje. Po njeni zaslugi je bilo leta 1956 v Sloveniji čez 2500 izvodov knjig, prevedenih v Braillov točkopis. Nadzorovala je pouk slepih na leta 1919 ustanovljeni šoli v Ljubljani. S svojim aktivnim udejstvovanjem je pripomogla k ustanovitvi doma slepih v Škofji Loki. Leta 1917 je dobila naziv profesorica.
V svojem bogatem življenju ni delovala le na področju ustanavljanja ustanov za slepe in skrbela za njihove knjižnice, ampak je napisala tudi knjižici Skrb za slepce (COBISS) in Vzgoja slepcev.
Bila je članica Splošnega slovenskega ženskega društva.